# Chlorodynerus deesanus
Chlorodynerus deesanus är en stekelart som först beskrevs av Cameron 1907.  Chlorodynerus deesanus ingår i släktet Chlorodynerus och familjen Eumenidae. Inga underarter finns listade i Catalogue of Life.